# Benedito Dias Quintas

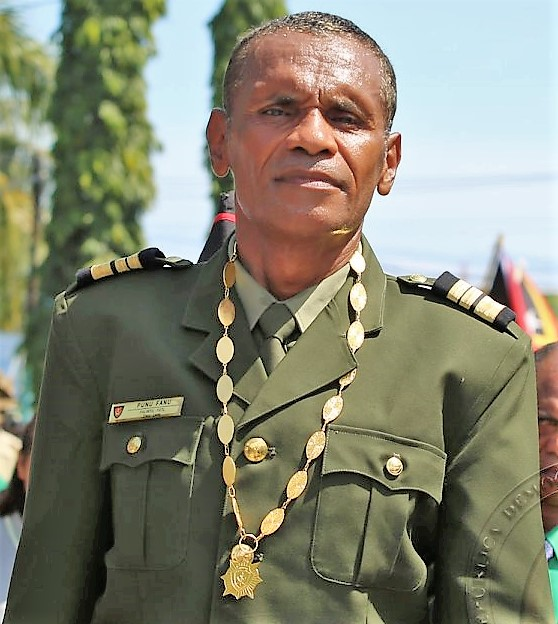
Oberstleutnant Benedito Dias Quintas Punu Fanu (2020)

Benedito Dias Quintas (* 12. März 1960), Kampfname Punu Fanu, ist ein osttimoresischer Soldat der Verteidigungskräfte Osttimors. Er stammt aus Lospalos und führt derzeit den Rang eines Oberstleutnants (Stand 2020).
Seit Beginn der 24-jährigen indonesischen Besatzung von 1975 bis 1999 nahm Quintas am Befreiungskampf in Osttimor teil. Mit seinen fast zwei Metern Körperlänge fiel er unter den Kämpfern auf. In der Wildnis fungierte er für die Kämpfer als Zahnarzt.
Vom 21. November 2016 bis zum 15. Juli 2019 war Quintas in der Armee Kommandant der Unterstützungseinheit (tetum Komponente Apoiu Servisu, portugiesisch Componente Apoio Serviço CAS). 2018 absolvierte er einen Kurs zum Internationalen Recht in bewaffneten Konflikten an der brasilianischen Escola Superior da Guerra.
Quintas ist Träger des Ordem da Guerrilha.